# نادر آراسته
نادر میرزا آراسته (۱۲۶۵ تبریز – ۱۳۵۳) شاهزاده قاجار و دیپلمات و دولتمرد دوران قاجار و پهلوی بود.
در روسیه تحصیل کرد و پس از پایان تحصیلات در دانشكده‏ حقوق دانشگاه سن پطرزبورگ در سال ۱۲۸۷ به عنوان مترجم زبان روسى به استخدام وزارت امور خارجه درآمد. سپس در سال ۱۲۹۷ نایب کنسول ایران در حاج طرخان روسیه شد و سال بعد، پس از بازگشت به ایران، رئیس بلدیه (شهردار) رشت و شد و روزنامه‌ای به نام بلدیه نیز در این شهر منتشر کرد تا اینکه رشت به تصرف جنگلی‌ها درآمد و او به تهران رفت و پس از كودتاى سوم اسفند ۱۲۹۹ به ریاست اداره‏ عثمانى و شوروى در وزارت امورخاجه رسید.
پس از سقوط دولت سیدضیاءالدین طباطبایی، نادر میرزا به عنوان مستشار به سفارت ایران در لندن فرستاده شد. وزیرمختاری ایران در شیلى سمت بعدی‌اش بود تا اینکه در سال ۱۳۰۹ به ایران برگشت و حاکم خوزستان شد. دو سال بعد که رضاشاه از خوزستان بازدید می‌كرد از آراسته تقدیر به عمل آورد. آراسته از محبت شاه استفاده و از هواى گرم خوزستان شكوه کرد، شاه دستور داد او را به جای سردسیرى بفرستند و آراسته در سال ۱۳۱۲ به وزیرمختارى ایران در لهستان منصوب شد.
وزیر مختار ایران در آرژانتین (از سال ۱۳۱۴) و وزیرمختار ایران در آلمان (از سال ۱۳۱۶) سمت‌های بعدی آراسته بود. در شهریور ۱۳۲۰ که ایران اشغال و مجبور به قطع رابطه با آلمان شد، آراسته به ایران بازگشت و استاندار گیلان شد. سهام‌‏السلطان بیات که نخست‌وزیر شد، او را در پنجم آذر ۱۳۲۳ به عنوان وزیر پست و تلگراف و تلفن به مجلس معرفی کرد. 
آراسته در كابینه‏‌هاى كوتاه مدت حكیم‌‏الملک و صدرالاشراف که پس از بیات سر کار آمدند، وزیر راه بود، سپس استاندار اصفهان شد. در سال ۱۳۲۷ بار دیگر وزیر پست و تلگراف شد (در کابینه عبدالحسین هژیر) و در دولت بعدی که محمد ساعد تشكیل داد، ابتدا وزیر پست و تلگراف و بعد وزیر راه بود. 
دوران وزارت راه آراسته کوتاه بود و در اردیبهشت ۱۳۲۸ با سمت سفارت ایران به مسكو رفت و نزدیک به پنج سال در این مأموریت باقى ماند. او برخی آثار ادبی روسی، از جمله نمایشنامه کمدی بازرس اثر گوگول را به فارسی ترجمه کرده است.
مدفن وي امامزاده عبدالله شهرري مي باشد.